# Zamach w metrze w Mińsku
Zamach w metrze w Mińsku – atak terrorystyczny z 11 kwietnia 2011 roku na centralną stację metra, Kastrycznicką/Oktiabrską (biał. Кастрычніцкая, ros. Октябрьская) w Mińsku, stolicy Białorusi. W wyniku eksplozji bomby, śmierć poniosło 15 osób, a 204 osoby zostały ranne.

## Przebieg
Zamach bombowy wydarzył się o godzinie 17:56 i został przeprowadzony w momencie, kiedy w stacji metra panował spory tłok. Świadkowie twierdzili, iż wybuch doprowadził do utworzenia dużego krateru. Bomba ta została zbudowana poza stolicą kraju, a jej siła wybuchu była równa wybuchowi 5–7 kilogramów trotylu. Po eksplozji podjęto decyzję o ewakuacji wszystkich osób ze stacji metra, a także o zamknięciu jednej z linii metra. W obawie przed faktem, że ładunek był odpalony przy użyciu telefonu komórkowego, tymczasowo wyłączono sieć komórkową w niektórych częściach stolicy.

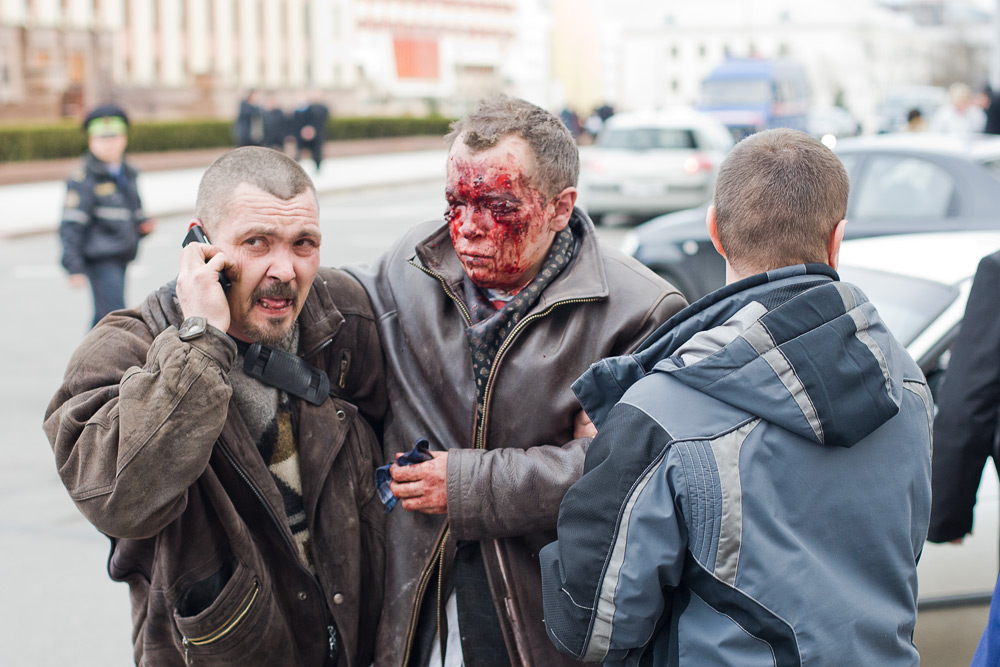
Poszkodowany w zamachu

Eksperci podejrzewali wiele wersji, które doprowadziły do tragedii. Jedna z wersji to chęć destabilizacji sytuacji na Białorusi. Ponadto pomoc w śledztwie w sprawie zamachu obiecali śledczy z Rosji i Izraela. Istniały także przypuszczenia, że zamach w mińskim metrze był dokonany przez sprawców, którzy mieli powiązania z innymi tego typu incydentami – zamachem w stolicy w 2008 roku oraz eksplozjami w Witebsku w 2005 roku. 14 kwietnia policja zatrzymała 5 osób w związku z tragedią, z czego 2 zostały aresztowane.

## Ofiary

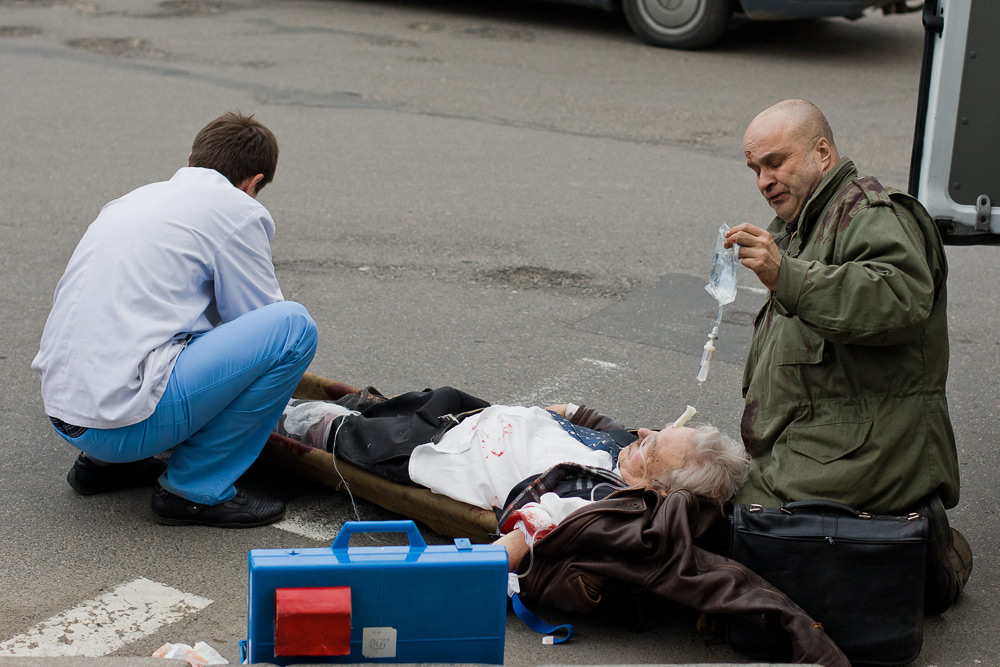
Poszkodowany w zamachu

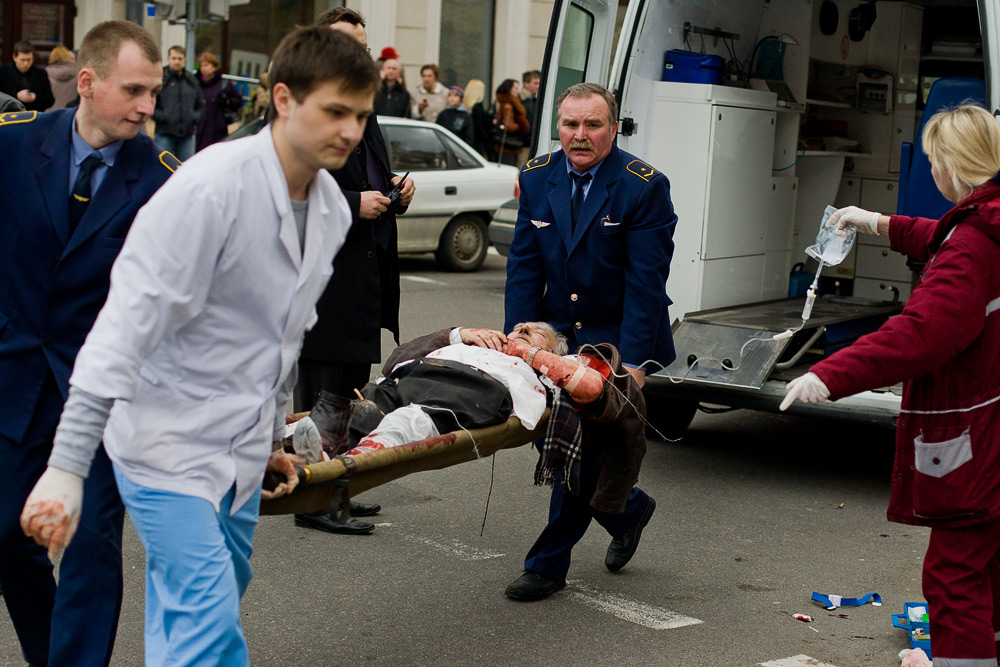
Poszkodowany w zamachu

Rannych przewieziono do pięciu szpitali w Mińsku. Wśród rannych, 22 osoby były w stanie ciężkim i kolejnych 30 odniosło lekkie obrażenia.
20 maja 2011 roku w pobliżu miejsca wybuchu odsłonięta została tablica pamiątkowa.
| Państwo      | Zabici | Ranni |
| ------------ | ------ | ----- |
| Białoruś     | 15     | 195   |
| Rosja        | 0      | 5     |
| Armenia      | 0      | 1     |
| Turkmenistan | 0      | 1     |
| Ukraina      | 0      | 1     |
| Razem        | 15     | 203   |

## Reakcje
13 kwietnia był dniem żałoby w stolicy dla uczczenia ofiar zamachu, tego dnia odbyły się też pierwsze pogrzeby zabitych. Po tragicznych skutkach tego wybuchu policja zaostrzyła środki bezpieczeństwa w dworcach kolejowych, na lotniskach i na przejściach granicznych w całej Białorusi. Prezydent Alaksandr Łukaszenka apelował o pomoc dla wszystkich ofiar tragedii. Wydał rozkaz przeszukania wszystkich magazynów wojskowych w celu sprawdzenia, czy materiały wybuchowe są dobrze strzeżone.
Wyrazy współczucia ofiarom zamachu przekazał w rozmowie telefonicznej prezydent Rosji Dmitrij Miedwiediew. W związku z atakiem bombowym, policjanci moskiewscy przeszukali metro w Moskwie pod kątem istnienia materiałów wybuchowych.

## Proces zamachowców i wyrok
30 listopada 2011 roku zakończył się proces domniemanych sprawców zamachu, w którym Dzmitryj Kanawałau (Дзмітрый Канавалаў) i Uładzisłau Kawalou (Уладзіслаў Кавалёў) zostali skazani przez miński sąd na kary śmierci przez rozstrzelanie. Zachodni obserwatorzy i niezależne media zauważają, że proces nie spełniał podstawowych standardów w zakresie niezależności i niezawisłości, okoliczności zamachu pozostały niejasne, wina oskarżonych nie została dowiedziona, sąd nie uwzględnił okoliczności zmuszania torturami do złożenia zeznań i przyznania się do winy. O ułaskawienie i rezygnację z wykonania kary apelowały m.in. społeczność międzynarodowa (w tym Jean-Claude Mignon, ówczesny przewodniczący Zgromadzenia Parlamentarnego Rady Europy) oraz matka jednego ze skazanych. W liście datowanym na 16 marca 2012 roku poinformowano rodzinę Uładzisłaua Kawaloua, że wyrok został wykonany. Dzmitryj Kanawałau prawdopodobnie również został rozstrzelany.